# Matthias Walkner
Matthias Walkner (Kuchl, 1º settembre 1986) è un pilota motociclistico austriaco del team Red Bull KTM Factory, che è arrivato secondo nel Rally Dakar 2017 e primo nell'edizione 2018.

## Carriera
Comincia a scoprire il mondo del motociclismo lavorando in un negozio specializzato nel 2002, fino al 2006. Dal 2004 inoltre lavora come collaudatore per KTM. Walkner ha vinto il titolo del campionato mondiale di motocross 2012 nella classe MX3. Su consiglio di Heinz Kinigadner, Walkner ha guidato il suo primo rally in Grecia nel 2014, dove ha vinto. È anche diventato campione del mondo come vincitore assoluto del Campionato mondiale FIM Cross-Country Rallies nel 2015 e nel 2021.
Al Rally Dakar 2015, ha vinto la terza tappa davanti allo spagnolo Marc Coma, e nella settima tappa è arrivato terzo. Nel Rally Dakar 2016 si è ritirato alla settima tappa, al terzo posto assoluto, dopo una caduta che gli ha fratturato la coscia. Nel 2017 è arrivato secondo assoluto nella classifica motociclistica e ha ottenuto il suo primo podio al Rally Dakar. Un altro anno dopo, al Rally Dakar 2018, è diventato il primo austriaco a vincere la classifica motociclistica nel Rally Dakar. Nel 2023 una serie di vicissitudini e un infortunio lo vedono ritirarsi nel Rally Dakar.

## Risultati

### Rally Dakar
| Anno | Classe | Scuderia                  | Vettura               | Pos. | TV |
| ---- | ------ | ------------------------- | --------------------- | ---- | -- |
| 2015 | Moto   | KTM Racing Team           | KTM 450 Rally Replica | Rit  | 1  |
| 2016 | Moto   | Red Bull KTM Factory Team | KTM 450 Rally Replica | Rit  | 0  |
| 2017 | Moto   | Red Bull KTM Factory Team | KTM 450 Rally Replica | 2º   | 1  |
| 2018 | Moto   | Red Bull KTM Factory Team | KTM 450 Rally Replica | 1º   | 1  |
| 2019 | Moto   | Red Bull KTM Factory Team | KTM 450 Rally Replica | 2º   | 2  |
| 2020 | Moto   | Red Bull KTM Factory Team | KTM 450 Rally Replica | 5º   | 0  |
| 2021 | Moto   | Red Bull KTM Factory Team | KTM 450 Rally Replica | 9º   | 0  |
| 2022 | Moto   | Red Bull KTM Factory Team | KTM 450 Rally Replica | 3º   | 0  |
| 2023 | Moto   | Red Bull KTM Factory Team | KTM 450 Rally Replica | Rit  | 0  |